# Páldi István
Páldi István (Páldi Székely István) (Kolozsvár, 1717. december 17. – Kolozsvár, 1769. március 10.) magyar nyomdász, rézmetsző.

## Életrajz
Páldi Székely Balázs és Kis Anna gyermekeként született. Anyai nagyapja, Kiss Ferenc I. Rákóczi György főlovászmestere volt. A gimnáziumot szülővárosában, Kolozsvárott végezte, ahol 1734-től 1741-ig togátus diák volt, és teológiát, filozófiát, történelmet, irodalmat tanult.  Elhatározta, hogy könyvnyomtató lesz és bejárt a Szathmári-féle nyomdába gyakorlatra. A kolozsvári református tanács 400 forint segélyével 1741-ben a leideni egyetemen bölcseletet, természettant és vegytant tanult, 1751-ben pedig szintén református tanuló volt az Utrechti Egyetemen, hol különösen a könyvnyomtatást tanulta, s a küldött újabb 300 forint segélyt saját betűivel nyomtatott lapon nyugtázta. 1752 őszén tért vissza Kolozsvárra, ahol hosszas huzavona után 1755. február 15-én megkapta a református kollégium egyik nyomdáját, a másik a korábbi vezető, Pataki József keze alatt maradt. A nyomda bizonytalan helyzete miatt Páldi címerfestéssel és tűzijátékok készítésével egészítette ki jövedelmét. 1757-ben házat vett Kolozsváron, 1759-ben megnősült; két lánya született.
Tizenöt éven át, 1769-ben bekövetkezett haláláig a nyomda fejlesztéséért munkálkodott; számos tanítványa szintén kiváló nyomdásszá vált. A balázsfalvi román nyomda számára cirill és latin betűket, stempeleket és matricákat készített.

## Munkája
- Mennyei épület, vagy az örök idvesség épületének díszes alkotványa, mellyet a szent írás metsző késire vigyázván az erőtlenség miatt, nem annyira lerajzolhatott, mintsem csak lengeteg és vékony árnyékban kimutatott egy halandó kéz 1757. esztendőben. Kolosvár, 1767.
- Nagy Géza közlése szerint megírta nyomdája történetét is; az ismeretlen kézirat az Erdélyi Múzeum volt levéltárának családi anyagában található.